# Менгюджекогуллары
Менгюджекогуллары, Менгджукогуллары (тур. Mengücekoğulları, Mengücüklüler) — небольшой бейлик в восточной Анатолии, а также основавшая его и правившая им с 1071 по 1277 год династия. Династию также называют Мангуджакиды, Менгюджекиды или Менгджукиды, а бейлик — бейлик Менгюджекидов или Менгюджек. Менгюджекогуллары были одним из первых туркменских бейликов.
Территория бейлика включала города Эрзинджан, Кемах, Шебинкарахисар и Дивриги и лежала между Данышмендидами на западе, Салтукидами на востоке, византийской провинцией Трапезунд на севере и Артукидами на юго-востоке. Правители бейлика контролировали традиционный путь из Персии в Анатолию.
Об истории династии почти ничего не известно. Династия и бейлик были основаны туркменским вождём Менгюджеком. В 1118 году, подвергаясь угрозе со стороны Артукида Балака, сын Менгюджека, Исхак, объединился с военным командующим Трапезунда Гавром. Оба они были взяты в плен Данышмендидом Гюмюштегином Гази, тестем Исхака, который быстро освободил его. В середине XII века бейлик был разделён между двумя братьями, младшему был выделен Дивриги. Старшая ветвь приобрела известность во время долгого правления Бахрам-шаха (1162—1220), который сделал Эрзинджан культурным центром, его протеже были персидские поэты Низами и Хакани и арабский учёный Абдулатиф аль-Багдади. Ветвь Дивриги известна благодаря постройкам и продолжала существовать в качестве вассалов сельджуков примерно до времени монгольского завоевания. 

## Имя и происхождение
Хотя в источниках встречается разное написание имени эпонима династии — в переводе на турецкий: Mengücek, Mengücik, Mengüç, Mengüş — но в надписях на сооружениях членов династии его имя написано как Mengü-cek (Менгюджек). Мюнеджимбаши Ахмед использовал формы Mengücek и Mengüc (в переводе на турецкий), Хафиз Эбру — Mengücek (в переводе на турецкий). По мнению турецкого историка Н. Сакаоглу, наиболее правильное написание имени Mengü-cek (Менгю)джек. «Mengü» означает «Бог» на центральноазиатском тюркском языке. Мнение О. Турана, прочитавшего это имя как «Менгюджик», не было принято научным сообществом.
Сельджукские султаны проявляли уважение к членам династии — обе ветви завершили правление мирно, беи получали взамен другие территории, между Сельджуками и Менгюджекидами заключались браки. Предположительно, Менгюджекогуллары принадлежали к знатному тюркскому роду. Считается, что они происходили из Ферганского, Чуйского, Узгенского или Таласского регионов Туркестана, поскольку характерные черты средневековых построек этих регионов близки строениям в Дивриги. Например, пластины с именами четырёх халифов в бухарской мечети Намазгох и пластины с именами четырёх халифов в Улу-джами Дивриги очень похожи друг на друга.
Нет сведений о том, какому огузскому племени принадлежали Менгюджекогуллары. На этот счёт есть разные мнения: кайы, баят, караевли или алкаевли. Известно, что учёный XIII века из Дивриги по имени Мухаммед бен Мустафа, который отправился в Египет и имел большой авторитет у мамлюкских султанов, был из племени салур. Возможно, выходцы именно из этого племени поселилось в Дивриги и его регионе. Однако для выдвижении гипотезы о салурском происхождении Менгюджека этого недостаточно.

## Основание бейлика

### Эмир Менгюджек Ахмед Гази
Согласно Смбату Спарапету, ещё в 1062 году один из командиров Тугрул-бея прибыл в регион Кемаха с большим войском: «Они истребили множество людей и унесли много добычи». По мнению турецкого историка Ф. Сюмера, этим командиром мог быть Менгюджек-бей. К. Каэн называл Менгюджека одним из эмиров сельджукского султана Сулеймана. Автор XII века Захиреддин Нишапури, написавший «Сельджукнаме», и Рашид ад-Дин называли Менгюджека Гази среди вождей султана Альп-Арслана. Известно, что Менгюджек участвовал в битве при Манцикерте. После победы в ней султан Альп-Арслан поручил ему покорить долины рек Карасу (Верхний Евфрат) и Чалты (бассейн Евфрата). Менгюджек завоевал Эрзинджан, Кемах, Дивриги, Шебинкарахисар и основал на этих землях бейлик. Предположительно, после завоевания Кемаха и других городов Менгюджек погиб. В надписи в Дивриги на гробнице Шехин-шаха, одного из внуков Менгюджека, Менгюджек упоминается как гази и шахид. Менгюджек в источниках того периода описывался как храбрый и умный. Он расширил свои границы с помощью экспедиций против грузин и византийцев, иногда действуя в союзе с Данышмендидами. Мавзолеи Менгюджека Гази и его сыновей находятся в Кемахе, первой столице бейлика. Менгюджек Гази правил между 1071 и 1118 годами.
В надписи по-персидски на приписываемом Менгюджеку Гази захоронении говорится: «Тот, кто захватил провинции и замки Эрзурум, Эрзинджан, Кемах и Диярбакыр…». Но насколько достоверна надпись, неизвестно, поскольку она сделана позже. Мелик Менгюджек Гази, как и другие первые анатолийские завоеватели, стал народным святым.

### Мелик Исхак
После смерти Менгюджека Гази править стал его сын эмир Исхак (1118—1142). По сообщению Михаила Сирийца, «Ибн Мангуг» разорил окрестности Мелитены «пятнадцатого числа месяца адар» 1118 года. В ответ Балак и сын Кылыч-Арслана Тугрул-Арслан вступили в союз с Данышмендидом Меликом Гази. Вместе они напали на Кемах. «Ибн Мангуг» бежал в Трапезунд и искал помощи у его дуки, Константина Гавра. Но Балак и Мелик Гази разбили «Ибн Мангуга» и Гавра в 1118 году. В этой битве погибло около пяти тысяч греков, Гавр и «Ибн Мангуг» потерпели тяжёлое поражение и были взяты в плен. Гавр был отпущен за выкуп в тридцать тысяч динаров, а «Ибн Мангуга» Гюмюштекин отпустил без выкупа, потому что тот был его зятем. Из-за этого между Балаком и Меликом Гази началась вражда. В дальнейшем «Ибн Мангуг» не упоминается, правитель Эрзинджана долгое время ни в каких значимых событиях участия не принимал. Предположительно, он пообещал своему тестю Гюмюштекину, что будет вести спокойную жизнь после освобождения из плена. Возможно, этим Ибн Мангугом был Исхак, который умер в 1142 году. Согласно К. Каэну, в событиях 1118 года принимал участие не Исхак, а Менгюджек, но историки Ф. Сюмер, А. Онгюль, З. Атчекен, Б. Яшар, Н. Сакаоглу полагают, что «Ибн Мангуг» — это «сын Мангуджака», то есть, Исхак, и излагают историю в жизнеописании Исхака, уже после смерти Менгюджека.
На северо-западе города Кемах на берегу Карасу много захоронений, некоторые из которых полностью разрушены. Одно из них в народе называется «захоронение Мелика Гази». Предположительно, эта могила принадлежит Исхаку.
Во время правления Исхака произошли большие изменения в политике княжества, он без колебаний заключал союзы с христианами против других туркменских правителей.

## Разделение на две ветви
После смерти Исхака Менгюджекогуллары разделились на две ветви. От Алаеддина Давуд-шаха, одного из сыновей Исхака, пошла ветвь, правившая в Кемахе-Эрзинджане, а Сулейман, другой сын Исхака, основал ветвь, правившую в Дивриги.

### Ветвь в Кемахе-Эрзинджане

#### Алаэддин Давуд-шах
Давуд-шах правил в регионе Эрзинджана с 1142 по, вероятно, 1162 год. Во время правления Давуда отношения Данышмендидов с Менгюджекидами не были дружественными. После смерти Исхака Мухаммед Данышмендид даже захватил Кемах. Однако через год после его смерти во время борьбы за власть у Данышмендидов город снова перешёл к Менгюджекогуллары.
Алаэддин Давуд-шах сблизился с Кылыч Арсланом II. Это не понравилось Данышмендиду Ягибасану и, согласно слухам, он убил правителя Кемаха в 1162 году. В том же году Ягибасан разрушил Харпут, принадлежавший Артукиду Фахреттину Кара Аслану, и увёз пленных и добычу в Кемах. Когда Артукиды Кара Арслан и Неджмеддин Алпы и Девлет-шах-бей Дилмачоглу прошли через территории Менгюджекогуллары, продвигаясь к Сивасу в 1164 году, чтобы ответить на атаки Данишмендидов, Менгюджекиды даже не реагировали на проход армии через их территории.

#### Сулейман-шах (?)
Существует версия, что Алаэддин Давуд-шах был убит в 1151 году своей женой, которая затем вышла замуж за Сулеймана, правителя Дивриги. Согласно этой версии, с 1151 по 1162/63 год в Эрзинджане правил Сулейман. Эта версия основывается на сообщении в хронике Михаила Сирийца.

#### Бахрам-шах
После смерти Алаеддина править в Эрзинджане стал Фахреддин Бахрам-шах, сын Давуд-шаха. Бахрам-шах был второй правителем этой ветви. Историки считают его самым значительным и самым известным из представителей династии. Он первым в семье начал чеканить свои монеты (в 1167 году). В 1164 году после смерти Ягибасана сельджукский султан Кылыч Арслан II аннексировал территории Данишмендов и часть территорий Менгюджекогуллары. В то же время Фахреддин Бахрам-шах женился на дочери султана. Он повысил свою репутацию, разрешив разногласия между стареющим Кылыч Арсланом II и его сыном Кудбеддином Мелик-шахом (1188 г.). Бахрам-шах был зятем Кылыч-Арслана II, а также тестем некоторых правителей Сельджуков. После смерти Кылыча Арслана отношения Бахрам-шаха с сельджуками остались дружественными. Бахрам-шах участвовал в грузинской экспедиции Рюкнеддина Сулейман-шаха в 1202 году и был взят в плен грузинами после разгрома сельджукской армии. Но, по сообщениям хронистов, поскольку грузины знали, что он добродетельный правитель, они уважали его и отпустили без выкупа. Бахрам-шах получил титул «Гази» за участие в этой экспедиции. Он скончался в 1225 году. По местным слухам, могила без надписи у села Ашагы Ула в окрестностях Эрзинджана принадлежит Фахреддину Бехрам-шаху. Но, по словам турецкого историка Ф. Сюмера, трудно поверить, что эта легенда соответствует действительности.
У Бахрама было три сына: Сельчук, Давуд и Музафферуддин Мухаммед. Сельчук управлял Кемахом при жизни отца, Мухаммед, был правителем Карахисара. По словам Ибн Биби, сыновьям Бахрам-шах дал прекрасное образование.
Также у Бахрама было две дочери. В 1213 году Бахрам-шах выдал свою дочь, Мелик-хатун, замуж за Мугисуддина Тугрула, сына Кылыч-Аслана II. Другую дочь, Сельчук-хатун, он выдал замуж за внука Кылыч-Аслана II — сельджукского султана Иззеддина Кей-Кавуса. Имя Сельчук было дано девушке, потому что её мать была из династии Сельджуков — она была тётей Кей-Кавуса и дочерью Кей-Кубада I. Этот брак ещё больше укрепил близость и дружеские отношения между двумя династиями.

#### Алаэддин Давуд-шах
Бахрам-шаху наследовал его сын Алаеддин Давуд-шах II. Как и его отец, он продолжал заниматься наукой и строительством. Ибн Биби сообщал, что Алаэддин Давуд-шах был сведущ в логике, математике, теологии, астрологии, литературе и философии. Известно, что он писал прекрасные стихи на персидском языке. Но, по словам Ибн Биби, Давуд-шах не был мудрым правителем. Он был жестоким к подданным, заключил в тюрьму большинство эмиров и конфисковал их имущество.
Алаэддин Кейкубад решил сместить Давуда. Султан объявил, что хочет устранить своего племянника Рюкнеддина Джихан-шаха, правившего в Эрзуруме, и попросил Давуда присоединиться к походу. Эмир подчинился и в 1228 году прибыл к Сивасу и приветствовал султана. Но султан пленил его, затем напал на Эрзинджан и захватил его. Кемах сдался султану сам. Алаэддин Кейкубад дал Давуд-шаху Акшехир и Ильгин (Абигерм) в качестве дирлика.
После захвата Эрзинджана Алаэддин Кейкубад отправил одного из своих командиров, Эртокуша, в Карахисар, который находился в руках брата Давуд-шаха, Мухаммеда, а сам вернулся в Кайсери. Мухаммед понимал, что не сможет долго сопротивляться и сообщил Эртокушу, что сдаст замок в обмен на дирлик. Эта просьба была принята султаном, и в качестве тимара эмиру был передан Кыршехир.
Хотя дирлик Давуд-шаха был богатым и процветающим, в стихотворении, которое он послал султану, он жаловался, что его жизнь была проведена в бедности и несчастьях. Неизвестно, когда умер Давуд и где он был похоронен. Мухаммед жил со своей семьёй в Киршехире до конца своей жизни и построил медресе. Он дожил до первого правления Иззеддина Кейкавуса II (1246—1249).

### Ветвь в Дивриги
Дивриги был завоёван основателем династии, Менгюджеком Ахметом Гази, после победы у Манцикерта. После разделения Менгюджекогуллары на две части Дивриги стал столицей части бейлика. Эта ветвь не упоминается в хрониках, её существование было доказано историками после изучения надписей на постройках членов династии.

#### Мелик Сулейман I
Первым правителем ветви в Дивриги был сын Исхака и внук Менгюджека Гази, Сулейман, который начал независимо править в Дивриги после смерти Исхака в 1142. От периода правления Сулеймана не сохранилось ни сооружений, ни монет. Возможно, им, а не его сыном, была построена мечеть Кале. О его существовании известно из надписей и монет его сына Шахин-шаха. Неизвестно, когда Сулейман умер.
Существует версия, что в 1151 году брат Сулеймана, Давуд, был убит своей женой, которая затем вышла замуж за Сулеймана. Согласно этой версии, с 1151 по 1162/63 год Сулейман правил ещё и в Эрзинджане. Турецкий историк Э. Мерчил полагал, что Сулейман был убит Ягибасаном в 1162 году.

#### Сейфеддин Шахин-шах
Преемником Сулеймана стал его сын Сейфеддин Шахин-шах, который является самым известным из правителей Дивриги. Шахин-шах считается основателем мечети Кале в крепости Дивриги. В надписи на мечети указано, что работы были произведены в 1180/81 году. Захоронение Шахин-шаха находится в центре города. На захоронении указана дата 1195/96 год, гробница называется жителями Ситти Мелик потому что там была похоронена и жена Шахин-шаха. Согласно надписи на гробнице, Шахин-шах принимал участие в войнах с христианами, был другом бедных и отцом сирот и угнетённых.
Он был первым правителем династии в Дивриги, чеканившим монеты. На аверсе первой его монеты — имя Кылыч Арслана II, из чего историки заключают, что Менгюджекогуллары Дивриги подчинялись Конийским султанам. На оборотной стороне написано полное имя Шахин-шаха с упоминанием отца Сулеймана и деда Исхака. На этой стороне медали встречается фраза «Хусам амир аль-мумин», которая так же фигурирует в надписи мечети Дивриги Кале, которая была построена в 1180/81 году. Из надписей на других сооружениях и обнаруженных монет Шахин-шаха следует, что он умер после 1197 года. 
Известно, что у Шахин-шаха было два сына по имени Сулейман и Исхак.

#### Сулейман-шах II
Надпись на бастионе Арслан на стене замка Дивриги показывает, что в Дивриги стал править сын Шахин-шаха Сулейман. Его имя упоминается в надписях на работах его сына и внука. Другой информации о его жизни и деятельности нет. Имя второго сына Шахин-шаха, Исхака, упоминается среди свидетелей в вакуфном документе некоего Каратая, составленном в 1247 году.

#### Хусамеддин Ахмед-шах
После Сулеймана править стал его сын Хусамеддин Ахмед-шах. Ахмед-шах — один из двух строителей Улу-джами Дивриги. Мечеть была построена в 1229 году. Позднее Ахмед-шах приказал перестроить ворота форта: одни в 1236/37 году, а другие — в 1243/44. Д. Кубан называет Улу-джами Ахмед-шаха и прилегающую к ней больницу Туран-Мелек «чудом Дивриги».  Мечеть также известна как «Мечеть Ахмед-шаха». Ахмед-шах был во главе бейлика в течение многих лет, он был свидетелем битвы при Яссычимене (1230) и при Кёседаге (1243). После монгольского вторжения он приложил большие усилия для восстановления замка Дивриги. Как следует из надписей, он с женой построил больницу, названную по имени его жены, Туран Мелик. Мелик Хусамеддин Ахмед-шах умер до 1252 года.

#### Муайед Салих
Хусамеддину Ахмед-шаху наследовал его сын Мелик Салих. Он приказал отремонтировать недостающие части крепости Дивриги в 650 году (1252/53) и построить новые бастионы. Надпись с его именем находится на большой башне, украшенной двумя статуями животных, известной как «бастион льва».
О правителях Дивриги после Салиха нет данных. По сообщению Ибн Биби, после возвращения мамлюкского султана Бейбарса из кампании в Кайсери в 1277 году, ильхан Абака посетил Анатолию. Он проезжал через территорию бейлика. В Дивриги его не встречал и не принимал ни один из представителей династии. Считается, что ветвь в Дивриги прекратила существование в 1277 году.

## Устройство
Территория бейлика включала города Эрзинджан, Кемах, Шебинкарахисар и Дивриги и лежала между Данышмендидами на западе, Салтукидами на востоке, византийской провинцией Трапезунд на севере и Артукидами на юго-востоке. Правители бейлика контролировали традиционный путь из Персии в Анатолию.
Менгюджекогуллары владели четырьмя городами и не захватывали новые. Вероятно, поэтому они редко упоминаются в историях. Они покровительствовали учёным и поэтам. В 500 метрах на северо-запад от города Кемах есть много руинированных гробниц без надписей. Предположительно они принадлежали беям династии, а это место (район Султан-Мелек) было их семейным кладбищем. О государственном устройстве Менгюджекогуллары сведений нет, даже их визири не упоминаются. Однако, по мнению историка Н. Акчила, нет никаких сомнений в том, что у них была государственное устройство, как у сельджуков.

## Строительство

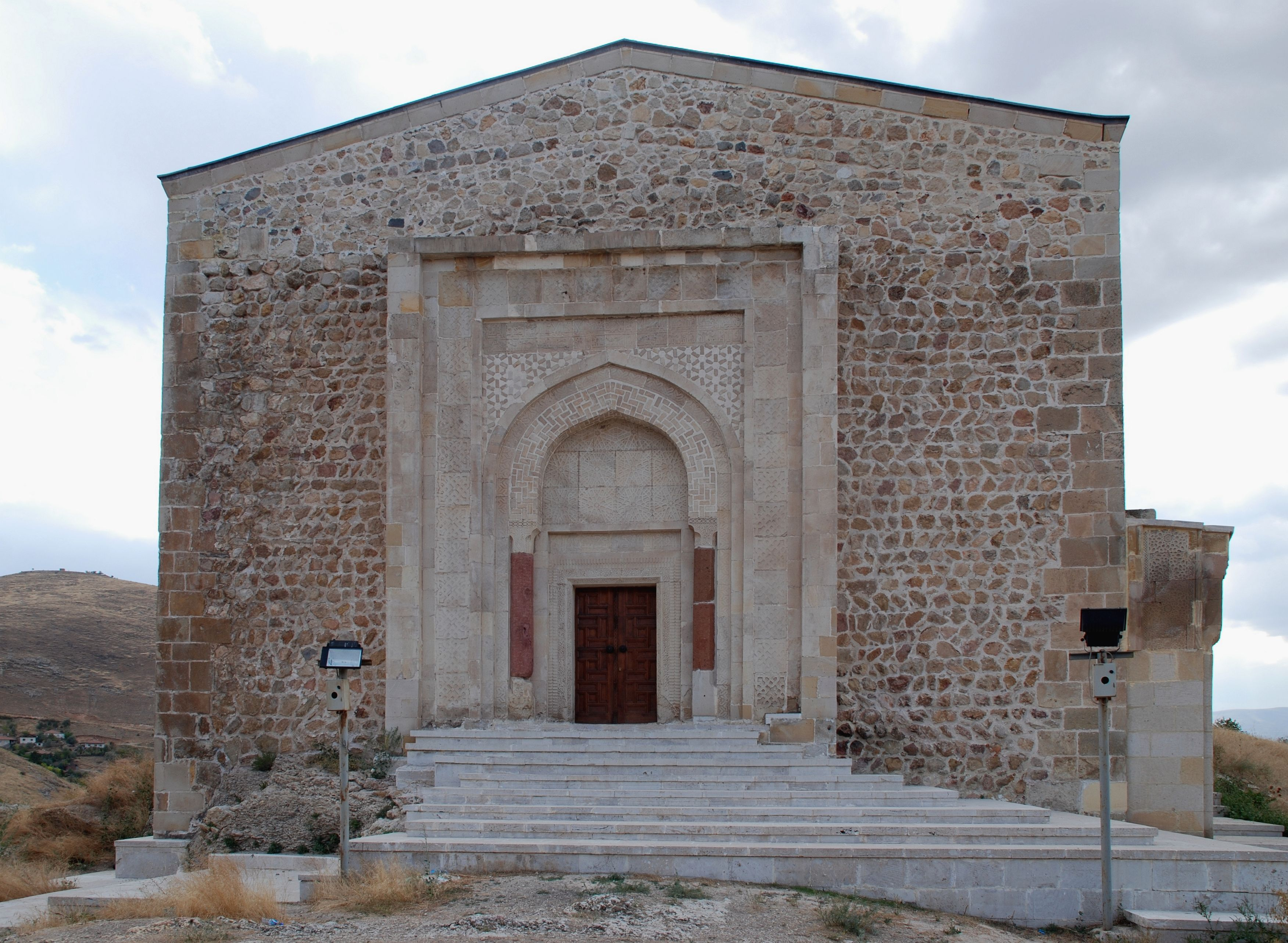
Крепостная мечеть (Кале джами)

Менгюджекогуллары не строили дворцов, зато строили медресе, больницы, мечети, дороги и мосты. В Эрзинджане не сохранилось до наших дней мечетей, медресе, ханов и хаммамов, сооружённых Менгюджекогуллары, поскольку город пережил несколько землетрясений. Медресе, носившее имя Бахрам-шаха, существовало ещё в XVI веке. В Карахисаре также не сохранилось памятников Менгюджекогуллары, а Кемахе осталось несколько плохо сохранившихся гробниц. Лишь в Дивриги сохранились строения Менгюджекогуллары: две мечети, больницы и несколько тюрбе:
- Крепостная мечеть, построенная Шахин-шахом, сыном Сулеймана, в 1180/81 году, имеет прямоугольный план и четыре купола. В нише портала видны различные надписи на камне[35].

- Архитектором Улу-джами, построенной Ахмедом-шахом, был Хюррем-шах из Ахлата. Улу-джами расположена недалеко от замка. Каменный михраб считается уникальным произведением искусства. Кафедра из чёрного дерева имеет высокую художественную ценность[35].

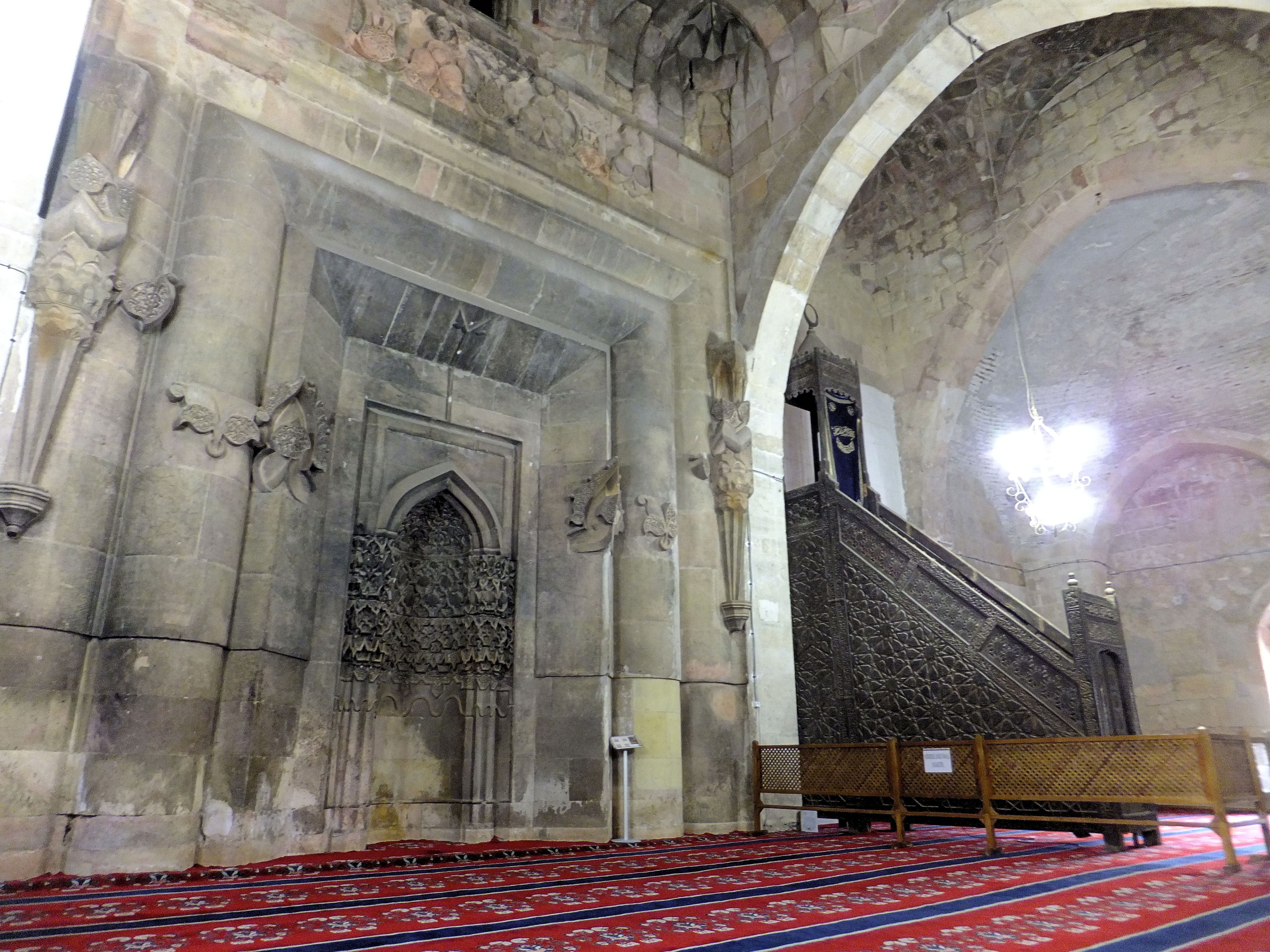
Михраб и минбар мечети в Дивриги

- К мечети примыкает больница. После XVII века больница была преобразована в медресе. Эта больница была единственной лечебницей, построенной в Анатолии в XIII веке. Кроме того, это самое старое из известных двухэтажных сооружений того периода и третья больница, построенная в сельджукский период в Анатолии[37]. О строительстве госпиталя в народе возникла легенда. Якобы, однажды страдавшая неизлечимой болезнью Туран Мелек увидела во сне старика с бородой. Этот старик сказал ей: «Найди меня в Дивриги». Утром она рассказала о сне своему мужу Ахмет-шаху, и они вместе пошли в Дивриги. В хижине они нашли старика, готовящего лекарство. Туран Мелек приняла это лекарство и выздоровела через несколько дней. В благодарность, они построил в Дивриги: Ахмет-шах Улу-джами, а Туран Мелек больницу[37]. Согласно надписи на больнице, её основателем была Мелике Туран, дочь Бахрам-шаха из Эрзинджана. В попечительский совет больницы входили женщины. ЮНЕСКО истолковывает это как показатель равенства мужчин и женщин в то время[38].

- Мавзолеи Ахмед-шаха и Туран Мелек-хатун примыкают к больнице. Их саркофаги покрыты изразцами[35].

Эти строения Менгюджекогуллары являются одними из старейших среди турецких построек в Анатолии.

## Значение
В современных династии источниках имена эмиров встречаются редко. По словам турецкого историка Н. Сакаоглу, до начала XX века о существовании династии и бейлика «научный мир оставался в неведении». Первым написал о них М. Т. Хаутсма в 1904 году. По его мнению, изучение истории турецкой Анатолии должно начинаться с них. Менгюджекогуллары были одним из первых туркменских бейликов.

## Представители династии
|  |  |  |  |  |  |  |  |  |  |               |               |               |               |               |               |  |  |             |             |             |             |             |             |  |  |                          |                          |                          |                          |                          |                          |  |  | Ахмед Менгюджек (1071—1118) |          |          |          |          |          |  |  |             |             |             |             |             |             |  |  |                           |                           |                           |                           |                           |                           |  |  |             |             |             |             |             |             |  |  |  |  |  |  |  |  |
|  |  |  |  |  |  |  |  |  |  |               |               |               |               |               |               |  |  |             |             |             |             |             |             |  |  |                          |                          |                          |                          |                          |                          |  |  |                             |          |          |          |          |          |  |  |             |             |             |             |             |             |  |  |                           |                           |                           |                           |                           |                           |  |  |             |             |             |             |             |             |  |  |  |  |  |  |  |  |
|  |  |  |  |  |  |  |  |  |  |               |               |               |               |               |               |  |  |             |             |             |             |             |             |  |  |                          |                          |                          |                          |                          |                          |  |  | Исхак (1118—1142)           |          |          |          |          |          |  |  |             |             |             |             |             |             |  |  |                           |                           |                           |                           |                           |                           |  |  |             |             |             |             |             |             |  |  |  |  |  |  |  |  |
|  |  |  |  |  |  |  |  |  |  |               |               |               |               |               |               |  |  |             |             |             |             |             |             |  |  |                          |                          |                          |                          |                          |                          |  |  |                             |          |          |          |          |          |  |  |             |             |             |             |             |             |  |  |                           |                           |                           |                           |                           |                           |  |  |             |             |             |             |             |             |  |  |  |  |  |  |  |  |
|  |  |  |  |  |  |  |  |  |  |               |               |               |               |               |               |  |  |             |             |             |             |             |             |  |  |                          |                          |                          |                          |                          |                          |  |  |                             |          |          |          |          |          |  |  |             |             |             |             |             |             |  |  |                           |                           |                           |                           |                           |                           |  |  |             |             |             |             |             |             |  |  |  |  |  |  |  |  |
|  |  |  |  |  |  |  |  |  |  |               |               |               |               |               |               |  |  |             |             |             |             |             |             |  |  | Давуд-шах (1142—1151/62) | Давуд-шах (1142—1151/62) | Давуд-шах (1142—1151/62) | Давуд-шах (1142—1151/62) | Давуд-шах (1142—1151/62) | Давуд-шах (1142—1151/62) |  |  |                             |          |          |          |          |          |  |  |             |             |             |             |             |             |  |  | Сулейман I (1142—1162/75) | Сулейман I (1142—1162/75) | Сулейман I (1142—1162/75) | Сулейман I (1142—1162/75) | Сулейман I (1142—1162/75) | Сулейман I (1142—1162/75) |  |  |             |             |             |             |             |             |  |  |  |  |  |  |  |  |
|  |  |  |  |  |  |  |  |  |  |               |               |               |               |               |               |  |  |             |             |             |             |             |             |  |  | Давуд-шах (1142—1151/62) | Давуд-шах (1142—1151/62) | Давуд-шах (1142—1151/62) | Давуд-шах (1142—1151/62) | Давуд-шах (1142—1151/62) | Давуд-шах (1142—1151/62) |  |  |                             |          |          |          |          |          |  |  |             |             |             |             |             |             |  |  | Сулейман I (1142—1162/75) | Сулейман I (1142—1162/75) | Сулейман I (1142—1162/75) | Сулейман I (1142—1162/75) | Сулейман I (1142—1162/75) | Сулейман I (1142—1162/75) |  |  |             |             |             |             |             |             |  |  |  |  |  |  |  |  |
|  |  |  |  |  |  |  |  |  |  |               |               |               |               |               |               |  |  |             |             |             |             |             |             |  |  | Бахрам-шах (1162—1225)   | Бахрам-шах (1162—1225)   | Бахрам-шах (1162—1225)   | Бахрам-шах (1162—1225)   | Бахрам-шах (1162—1225)   | Бахрам-шах (1162—1225)   |  |  |                             |          |          |          |          |          |  |  |             |             |             |             |             |             |  |  | Шахин-шах (1162/75—1198)  | Шахин-шах (1162/75—1198)  | Шахин-шах (1162/75—1198)  | Шахин-шах (1162/75—1198)  | Шахин-шах (1162/75—1198)  | Шахин-шах (1162/75—1198)  |  |  |             |             |             |             |             |             |  |  |  |  |  |  |  |  |
|  |  |  |  |  |  |  |  |  |  |               |               |               |               |               |               |  |  |             |             |             |             |             |             |  |  | Бахрам-шах (1162—1225)   | Бахрам-шах (1162—1225)   | Бахрам-шах (1162—1225)   | Бахрам-шах (1162—1225)   | Бахрам-шах (1162—1225)   | Бахрам-шах (1162—1225)   |  |  |                             |          |          |          |          |          |  |  |             |             |             |             |             |             |  |  | Шахин-шах (1162/75—1198)  | Шахин-шах (1162/75—1198)  | Шахин-шах (1162/75—1198)  | Шахин-шах (1162/75—1198)  | Шахин-шах (1162/75—1198)  | Шахин-шах (1162/75—1198)  |  |  |             |             |             |             |             |             |  |  |  |  |  |  |  |  |
|  |  |  |  |  |  |  |  |  |  |               |               |               |               |               |               |  |  |             |             |             |             |             |             |  |  |                          |                          |                          |                          |                          |                          |  |  |                             |          |          |          |          |          |  |  |             |             |             |             |             |             |  |  |                           |                           |                           |                           |                           |                           |  |  |             |             |             |             |             |             |  |  |  |  |  |  |  |  |
|  |  |  |  |  |  |  |  |  |  |               |               |               |               |               |               |  |  |             |             |             |             |             |             |  |  |                          |                          |                          |                          |                          |                          |  |  |                             |          |          |          |          |          |  |  |             |             |             |             |             |             |  |  | Сулейман II (1198—1228)   | Сулейман II (1198—1228)   | Сулейман II (1198—1228)   | Сулейман II (1198—1228)   | Сулейман II (1198—1228)   | Сулейман II (1198—1228)   |  |  | Исхак       | Исхак       | Исхак       | Исхак       | Исхак       | Исхак       |  |  |  |  |  |  |  |  |
|  |  |  |  |  |  |  |  |  |  |               |               |               |               |               |               |  |  |             |             |             |             |             |             |  |  |                          |                          |                          |                          |                          |                          |  |  |                             |          |          |          |          |          |  |  |             |             |             |             |             |             |  |  | Сулейман II (1198—1228)   | Сулейман II (1198—1228)   | Сулейман II (1198—1228)   | Сулейман II (1198—1228)   | Сулейман II (1198—1228)   | Сулейман II (1198—1228)   |  |  | Исхак       | Исхак       | Исхак       | Исхак       | Исхак       | Исхак       |  |  |  |  |  |  |  |  |
|  |  |  |  |  |  |  |  |  |  |               |               |               |               |               |               |  |  |             |             |             |             |             |             |  |  |                          |                          |                          |                          |                          |                          |  |  |                             |          |          |          |          |          |  |  |             |             |             |             |             |             |  |  |                           |                           |                           |                           |                           |                           |  |  |             |             |             |             |             |             |  |  |  |  |  |  |  |  |
|  |  |  |  |  |  |  |  |  |  | Сельчук-хатун | Сельчук-хатун | Сельчук-хатун | Сельчук-хатун | Сельчук-хатун | Сельчук-хатун |  |  | Сельчук-шах | Сельчук-шах | Сельчук-шах | Сельчук-шах | Сельчук-шах | Сельчук-шах |  |  | Давуд-шах (1225—1228)    | Давуд-шах (1225—1228)    | Давуд-шах (1225—1228)    | Давуд-шах (1225—1228)    | Давуд-шах (1225—1228)    | Давуд-шах (1225—1228)    |  |  | Мухаммед                    | Мухаммед | Мухаммед | Мухаммед | Мухаммед | Мухаммед |  |  | Мелик-хатун | Мелик-хатун | Мелик-хатун | Мелик-хатун | Мелик-хатун | Мелик-хатун |  |  | Ахмед-шах (1228—1252)     | Ахмед-шах (1228—1252)     | Ахмед-шах (1228—1252)     | Ахмед-шах (1228—1252)     | Ахмед-шах (1228—1252)     | Ахмед-шах (1228—1252)     |  |  | Туран Мелик | Туран Мелик | Туран Мелик | Туран Мелик | Туран Мелик | Туран Мелик |  |  |  |  |  |  |  |  |
|  |  |  |  |  |  |  |  |  |  | Сельчук-хатун | Сельчук-хатун | Сельчук-хатун | Сельчук-хатун | Сельчук-хатун | Сельчук-хатун |  |  | Сельчук-шах | Сельчук-шах | Сельчук-шах | Сельчук-шах | Сельчук-шах | Сельчук-шах |  |  | Давуд-шах (1225—1228)    | Давуд-шах (1225—1228)    | Давуд-шах (1225—1228)    | Давуд-шах (1225—1228)    | Давуд-шах (1225—1228)    | Давуд-шах (1225—1228)    |  |  | Мухаммед                    | Мухаммед | Мухаммед | Мухаммед | Мухаммед | Мухаммед |  |  | Мелик-хатун | Мелик-хатун | Мелик-хатун | Мелик-хатун | Мелик-хатун | Мелик-хатун |  |  | Ахмед-шах (1228—1252)     | Ахмед-шах (1228—1252)     | Ахмед-шах (1228—1252)     | Ахмед-шах (1228—1252)     | Ахмед-шах (1228—1252)     | Ахмед-шах (1228—1252)     |  |  | Туран Мелик | Туран Мелик | Туран Мелик | Туран Мелик | Туран Мелик | Туран Мелик |  |  |  |  |  |  |  |  |
|  |  |  |  |  |  |  |  |  |  |               |               |               |               |               |               |  |  |             |             |             |             |             |             |  |  |                          |                          |                          |                          |                          |                          |  |  |                             |          |          |          |          |          |  |  |             |             |             |             |             |             |  |  |                           |                           |                           |                           |                           |                           |  |  |             |             |             |             |             |             |  |  |  |  |  |  |  |  |
|  |  |  |  |  |  |  |  |  |  |               |               |               |               |               |               |  |  |             |             |             |             |             |             |  |  |                          |                          |                          |                          |                          |                          |  |  |                             |          |          |          |          |          |  |  |             |             |             |             |             |             |  |  | Муайед Салих (1252—1277)  |                           |                           |                           |                           |                           |  |  |             |             |             |             |             |             |  |  |  |  |  |  |  |  |

## Комментарии
1. 1 2  Жену Ахмед-шаха звали Туран-Мелек и, согласно надписи на построенной ей больнице, её отца звали Бахрам-шах. Есть версия, что это Фахреддин Бахрам-шах. то есть, либо Туран Мелик, жена Ахмед-шаха, и Мелик-хатун, дочь Бахрам-шаха, это одно лицо, либо сестры. Однако известно, что мужем Мелик-хатун был Мугисуддин Тугрул, правивший в Эрзуруме сын Кылыч Арслана II.